# Atletismo nos Jogos Olímpicos de Verão de 2020

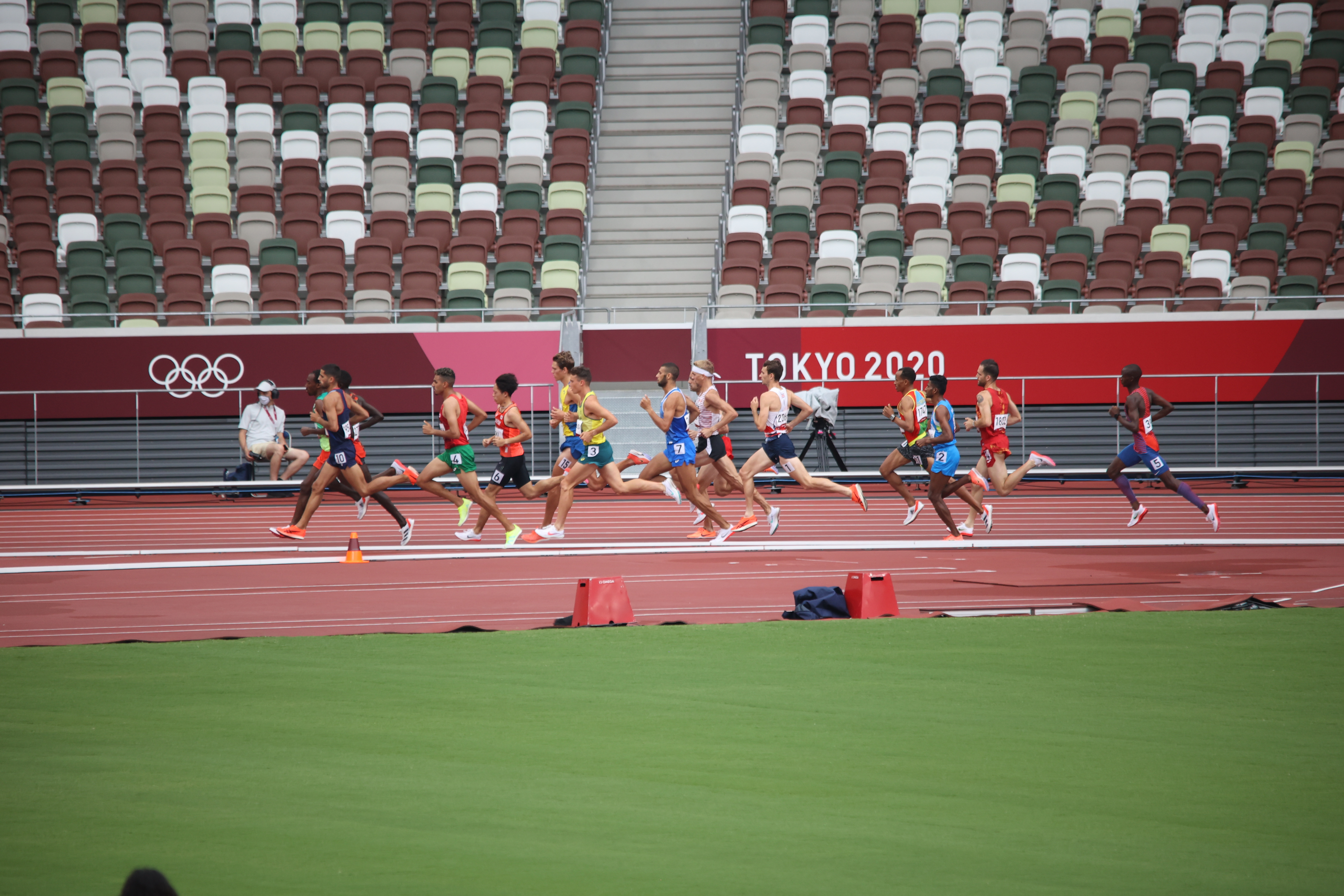
Uma das baterias dos 3000 m com obstáculos masculino

As competições de atletismo nos Jogos Olímpicos de Verão de 2020 foram realizadas nos últimos dez dias dos Jogos. Inicialmente marcadas para ocorrer entre os dias 31 de julho e 9 de agosto de 2020, no Estádio Olímpico, em Tóquio, Japão, foram adiadas em um ano devido à pandemia de COVID-19, com as provas de pista e campo reprogramadas para ocorrer entre 30 de julho a 8 de agosto de 2021.
A modalidade é dividida em três disciplinas nos Jogos: provas de pista e campo, disputadas em Tóquio, e provas de corrida em estrada e de marcha atlética, que foram transferidas para Sapporo. Um total de 48 provas foram realizadas, uma a mais que em 2016, com a inclusão da prova de revezamento misto.

## Qualificação
O sistema de qualificação para os atletismo nos Jogos Olímpicos de 2020 sofrem alterações substancial pra eventos individuais em relação às edições anteriores. Em vez de baseado em marcas de qualificação, o novo sistema de qualificação foi primariamente baseado no ranking mundial. As marcas de qualificação forneceram uma via adicional, porém foram estabelecidas marcas altas para que apenas performances excepcionais conseguissem. Um máximo de entradas por prova foi estabelecido (diferentemente de anos anteriores, em que as entradas foram baseadas em quantos atletas atingissem as marcas), com o ranking mundial sendo utilizado para preencher a cota após as entradas por marcas e de universalidade fossem confirmadas.
Para os revezamentos, houve algumas mudanças em relação às edições anteriores. As oito equipes finalistas de cada prova no Campeonato Mundial de Atletismo de 2019 conquistaram a vaga para as Olimpíadas. Posteriormente, as equipes finalistas do Campeonato Mundial de Revezamentos de Atletismo de 2021 também conquistaram a vaga para os jogos (até oito equipes). As vagas restantes foram definidas para as equipes com melhor tempo pelo ranking.

## Calendário
As provas de pista e campo foram realizadas no Estádio Olímpico, enquanto as disputas da maratona e da marcha atlética ocorreram no Parque Odori, em Sapporo. À parte da maratona e da marcha, nove provas de pista e campo tiveram finais nas sessões matinais para garantir que recebessem máxima visibilidade para o esporte em todos os fusos horários. Em 16 de outubro de 2019, o Comitê Olímpico Internacional anunciou que havia planos para realocar as provas de maratona e marcha atlética para Sapporo, devido a preocupações com o calor. Os planos foram oficializados em 1 de novembro de 2019, após a governadora de Tóquio, Yuriko Koike, ter aceitado a decisão do COI, apesar de sua crença de que as provas deveriam ter permanecido em Tóquio.
| P | Preliminar | E | Eliminatórias | ½ | Semifinais | F | Final |

| M | Manhã | N | Noite |

| Data                  | 30 jul | 30 jul | 31 jul | 31 jul | 1 ago | 1 ago | 1 ago | 2 ago | 2 ago | 3 ago | 3 ago | 4 ago | 4 ago | 5 ago | 5 ago | 6 ago | 6 ago | 7 ago | 7 ago | 8 ago | 8 ago |
| Evento                | M      | N      | M      | N      | M     | N     | N     | M     | N     | M     | N     | M     | N     | M     | N     | M     | N     | M     | N     | M     | N     |
| --------------------- | ------ | ------ | ------ | ------ | ----- | ----- | ----- | ----- | ----- | ----- | ----- | ----- | ----- | ----- | ----- | ----- | ----- | ----- | ----- | ----- | ----- |
| 100 m                 |        |        | P      | E      |       | ½     | F     |       |       |       |       |       |       |       |       |       |       |       |       |       |       |
| 200 m                 |        |        |        |        |       |       |       |       |       | E     | ½     |       | F     |       |       |       |       |       |       |       |       |
| 400 m                 |        |        |        |        | E     |       |       |       | ½     |       |       |       |       |       | F     |       |       |       |       |       |       |
| 800 m                 |        |        | E      |        |       | ½     | ½     |       |       |       |       |       | F     |       |       |       |       |       |       |       |       |
| 1500 m                |        |        |        |        |       |       |       |       |       | E     |       |       |       |       | ½     |       |       |       | F     |       |       |
| 5000 m                |        |        |        |        |       |       |       |       |       |       | E     |       |       |       |       |       | F     |       |       |       |       |
| 10000 m               |        | F      |        |        |       |       |       |       |       |       |       |       |       |       |       |       |       |       |       |       |       |
| 110 m com barreiras   |        |        |        |        |       |       |       |       |       |       | E     | ½     |       | F     |       |       |       |       |       |       |       |
| 400 m com barreiras   | E      |        |        |        |       | ½     | ½     |       |       | F     |       |       |       |       |       |       |       |       |       |       |       |
| 3000 m com obstáculos | E      |        |        |        |       |       |       |       | F     |       |       |       |       |       |       |       |       |       |       |       |       |
| Revezamento 4x100 m   |        |        |        |        |       |       |       |       |       |       |       |       |       | E     |       |       | F     |       |       |       |       |
| Revezamento 4x400 m   |        |        |        |        |       |       |       |       |       |       |       |       |       |       |       |       | E     |       | F     |       |       |
| Maratona              |        |        |        |        |       |       |       |       |       |       |       |       |       |       |       |       |       |       |       | F     |       |
| 20 km marcha atlética |        |        |        |        |       |       |       |       |       |       |       |       |       |       | F     |       |       |       |       |       |       |
| 50 km marcha atlética |        |        |        |        |       |       |       |       |       |       |       |       |       |       |       | F     |       |       |       |       |       |
| Salto em distância    |        |        |        | P      |       |       |       | F     |       |       |       |       |       |       |       |       |       |       |       |       |       |
| Salto triplo          |        |        |        |        |       |       |       |       |       | P     |       |       |       | F     |       |       |       |       |       |       |       |
| Salto em altura       | P      |        |        |        |       | F     | F     |       |       |       |       |       |       |       |       |       |       |       |       |       |       |
| Salto com vara        |        |        | P      |        |       |       |       |       |       |       | F     |       |       |       |       |       |       |       |       |       |       |
| Arremesso de peso     |        |        |        |        |       |       |       |       |       |       | P     |       |       | F     |       |       |       |       |       |       |       |
| Lançamento de disco   | P      |        |        | F      |       |       |       |       |       |       |       |       |       |       |       |       |       |       |       |       |       |
| Lançamento de dardo   |        |        |        |        |       |       |       |       |       |       |       | P     |       |       |       |       |       |       | F     |       |       |
| Lançamento de martelo |        |        |        |        |       |       |       | P     |       |       |       |       | F     |       |       |       |       |       |       |       |       |
| Decatlo               |        |        |        |        |       |       |       |       |       |       |       | F     | F     | F     | F     |       |       |       |       |       |       |

| Data                  | 30 jul | 30 jul | 31 jul | 31 jul | 1 ago | 1 ago | 1 ago | 2 ago | 2 ago | 3 ago | 3 ago | 4 ago | 4 ago | 5 ago | 5 ago | 6 ago | 6 ago | 7 ago | 7 ago | 8 ago | 8 ago |
| Evento                | M      | N      | M      | N      | M     | N     | N     | M     | N     | M     | N     | M     | N     | M     | N     | M     | N     | M     | N     | M     | N     |
| --------------------- | ------ | ------ | ------ | ------ | ----- | ----- | ----- | ----- | ----- | ----- | ----- | ----- | ----- | ----- | ----- | ----- | ----- | ----- | ----- | ----- | ----- |
| 100 m                 | E      |        |        | ½      | F     |       |       |       |       |       |       |       |       |       |       |       |       |       |       |       |       |
| 200 m                 |        |        |        |        |       |       |       | E     | ½     |       | F     |       |       |       |       |       |       |       |       |       |       |
| 400 m                 |        |        |        |        |       |       |       |       |       | E     |       |       | ½     |       |       |       | F     |       |       |       |       |
| 800 m                 | E      |        |        | ½      | ½     |       |       |       |       |       | F     |       |       |       |       |       |       |       |       |       |       |
| 1500 m                |        |        |        |        |       |       |       | E     |       |       |       |       | ½     |       |       |       | F     |       |       |       |       |
| 5000 m                |        | E      |        |        |       |       |       |       | F     |       |       |       |       |       |       |       |       |       |       |       |       |
| 10000 m               |        |        |        |        |       |       |       |       |       |       |       |       |       |       |       |       |       |       | F     |       |       |
| 100 m com barreiras   |        |        | E      |        |       |       | ½     | F     |       |       |       |       |       |       |       |       |       |       |       |       |       |
| 400 m com barreiras   |        |        | E      |        |       |       |       |       | ½     |       |       | F     |       |       |       |       |       |       |       |       |       |
| 3000 m com obstáculos |        |        |        |        |       | E     |       |       |       |       |       |       | F     |       |       |       |       |       |       |       |       |
| Revezamento 4x100 m   |        |        |        |        |       |       |       |       |       |       |       |       |       | E     |       |       | F     |       |       |       |       |
| Revezamento 4x400 m   |        |        |        |        |       |       |       |       |       |       |       |       |       |       | E     |       |       |       | F     |       |       |
| Maratona              |        |        |        |        |       |       |       |       |       |       |       |       |       |       |       |       |       | F     |       |       |       |
| 20 km marcha atlética |        |        |        |        |       |       |       |       |       |       |       |       |       |       | F     |       |       |       |       |       |       |
| Salto em distância    |        |        |        |        |       | P     |       |       |       | F     |       |       |       |       |       |       |       |       |       |       |       |
| Salto triplo          |        | P      |        |        |       |       | F     |       |       |       |       |       |       |       |       |       |       |       |       |       |       |
| Salto em altura       |        |        |        |        |       |       |       |       |       |       |       |       |       | P     |       |       |       |       | F     |       |       |
| Salto com vara        |        |        |        |        |       |       |       |       | P     |       |       |       |       |       | F     |       |       |       |       |       |       |
| Arremesso de peso     |        | P      |        |        |       | F     |       |       |       |       |       |       |       |       |       |       |       |       |       |       |       |
| Lançamento de disco   |        |        | P      |        |       |       |       |       | F     |       |       |       |       |       |       |       |       |       |       |       |       |
| Lançamento de dardo   |        |        |        |        |       |       |       |       |       | P     |       |       |       |       |       |       | F     |       |       |       |       |
| Lançamento de martelo |        |        |        |        |       | P     |       |       |       |       | F     |       |       |       |       |       |       |       |       |       |       |
| Heptatlo              |        |        |        |        |       |       |       |       |       |       |       | F     | F     | F     | F     |       |       |       |       |       |       |

| Data                | 30 jul | 30 jul | 31 jul | 31 jul |
| Evento              | M      | N      | M      | N      |
| ------------------- | ------ | ------ | ------ | ------ |
| Revezamento 4x400 m |        | E      |        | F      |

## Medalhistas

### Masculino
| Evento                              | Ouro | Ouro       | Prata                                                                                                | Prata                                 | Bronze                                                              | Bronze   |
| ----------------------------------- | --- | ---------- | --- | ------------------------------------- | ------------------------------------------------------------------- | -------- |
| 100 metros detalhes                 | Marcell Jacobs ITA Itália | 9.80       | Fred Kerley USA Estados Unidos                                                                       | 9.84                                  | Andre De Grasse CAN Canadá                                          | 9.89     |
| 200 metros detalhes                 | Andre De Grasse CAN Canadá | 19.62      | Kenneth Bednarek USA Estados Unidos                                                                  | 19.68                                 | Noah Lyles USA Estados Unidos                                       | 19.74 =  |
| 400 metros detalhes                 | Steven Gardiner BAH Bahamas | 43.85      | Anthony Zambrano COL Colômbia                                                                        | 44.08                                 | Kirani James GRN Granada                                            | 44.19    |
| 800 metros detalhes                 | Emmanuel Korir KEN Quênia | 1:45.06    | Ferguson Rotich KEN Quênia                                                                           | 1:45.23                               | Patryk Dobek POL Polônia                                            | 1:45.39  |
| 1500 metros detalhes                | Jakob Ingebrigtsen NOR Noruega | 3:28.32    | Timothy Cheruiyot KEN Quênia                                                                         | 3:29.01                               | Josh Kerr GBR Grã-Bretanha                                          | 3:29.05  |
| 5000 metros detalhes                | Joshua Cheptegei UGA Uganda | 12:58.15   | Mohammed Ahmed CAN Canadá                                                                            | 12:58.61                              | Paul Chelimo USA Estados Unidos                                     | 12:59.05 |
| 10000 metros detalhes               | Selemon Barega ETH Etiópia | 27:43.22   | Joshua Cheptegei UGA Uganda                                                                          | 27:43.63                              | Jacob Kiplimo UGA Uganda                                            | 27:43.88 |
| 4x100 metros detalhes               | Lorenzo Patta Marcell Jacobs Fausto Desalu Filippo Tortu ITA Itália                                                                 | 37.50      | Aaron Brown Jerome Blake Brendon Rodney Andre De Grasse CAN Canadá                                   | 37.70                                 | Tang Xingqiang Xie Zhenye Su Bingtian Wu Zhiqiang CHN China         | 37.79    |
| 4x400 metros detalhes               | Michael Cherry Michael Norman Bryce Deadmon Rai Benjamin Vernon Norwood[EL] Randolph Ross[EL] Trevor Stewart[EL] USA Estados Unidos | 2:55.70    | Liemarvin Bonevacia Terrence Agard Tony van Diepen Ramsey Angela Jochem Dobber[EL] NED Países Baixos | 2:57.18                               | Isaac Makwala Baboloki Thebe Zibane Ngozi Bayapo Ndori BOT Botsuana | 2:57.27  |
| 110 metros com barreiras detalhes   | Hansle Parchment JAM Jamaica | 13.04      | Grant Holloway USA Estados Unidos                                                                    | 13.09                                 | Ronald Levy JAM Jamaica                                             | 13.10    |
| 400 metros com barreiras detalhes   | Karsten Warholm NOR Noruega | 45.94      | Rai Benjamin USA Estados Unidos                                                                      | 46.17                                 | Alison dos Santos BRA Brasil                                        | 46.72    |
| 3000 metros com obstáculos detalhes | Soufiane El Bakkali MAR Marrocos | 8:08.90    | Lamecha Girma ETH Etiópia                                                                            | 8:10.38                               | Benjamin Kigen KEN Quênia                                           | 8:11.45  |
|                                     | |            | |                                       |                                                                     |          |
| 20 km marcha atlética detalhes      | Massimo Stano ITA Itália | 1:21:05    | Koki Ikeda JPN Japão                                                                                 | 1:21:14                               | Toshikazu Yamanishi JPN Japão                                       | 1:21:28  |
| 50 km marcha atlética detalhes      | Dawid Tomala POL Polônia | 3:50:08    | Jonathan Hilbert GER Alemanha                                                                        | 3:50:44                               | Evan Dunfee CAN Canadá                                              | 3:50:59  |
| Maratona detalhes                   | Eliud Kipchoge KEN Quênia | 2:08:38    | Abdi Nageeye NED Países Baixos                                                                       | 2:09:58                               | Bashir Abdi BEL Bélgica                                             | 2:10:00  |
|                                     | |            | |                                       |                                                                     |          |
| Salto em altura detalhes            | Gianmarco Tamberi ITA ItáliaMutaz Essa Barshim QAT Catar                                                                            | 2.37 m     | Não premiado Devido ao empate no ouro                                                                | Não premiado Devido ao empate no ouro | Maksim Nedasekau BLR Bielorrússia                                   | 2.37 m = |
| Salto com vara detalhes             | Armand Duplantis SWE Suécia | 6.02 m     | Christopher Nilsen USA Estados Unidos                                                                | 5.97 m                                | Thiago Braz BRA Brasil                                              | 5.87 m   |
| Salto em distância detalhes         | Miltiadis Tentoglou GRE Grécia | 8.41 m     | Juan Miguel Echevarría CUB Cuba                                                                      | 8.41 m                                | Maykel Massó CUB Cuba                                               | 8.21 m   |
| Salto triplo detalhes               | Pedro Pichardo POR Portugal | 17.98 m    | Zhu Yaming CHN China                                                                                 | 17.57 m                               | Hugues Fabrice Zango BUR Burquina Fasso                             | 17.47 m  |
| Arremesso de peso detalhes          | Ryan Crouser USA Estados Unidos | 23.30 m    | Joe Kovacs USA Estados Unidos                                                                        | 22.65 m                               | Tom Walsh NZL Nova Zelândia                                         | 22.47 m  |
| Lançamento de disco detalhes        | Daniel Ståhl SWE Suécia | 68.90 m    | Simon Pettersson SWE Suécia                                                                          | 67.39 m                               | Lukas Weißhaidinger AUT Áustria                                     | 67.07 m  |
| Lançamento de martelo detalhes      | Wojciech Nowicki POL Polônia | 82.52 m    | Eivind Henriksen NOR Noruega                                                                         | 81.58 m                               | Paweł Fajdek POL Polônia                                            | 81.53 m  |
| Lançamento de dardo detalhes        | Neeraj Chopra IND Índia | 87.58 m    | Jakub Vadlejch CZE República Checa                                                                   | 86.67 m                               | Vítězslav Veselý CZE República Checa                                | 85.44 m  |
|                                     | |            | |                                       |                                                                     |          |
| Decatlo detalhes                    | Damian Warner CAN Canadá | 9018 pts , | Kevin Mayer FRA França                                                                               | 8726 pts                              | Ashley Moloney AUS Austrália                                        | 8649 pts |

### Feminino
| Evento                              | Ouro | Ouro     | Prata | Prata    | Bronze | Bronze   |
| ----------------------------------- | --- | -------- | --- | -------- | --- | -------- |
| 100 metros detalhes                 | Elaine Thompson-Herah JAM Jamaica | 10.61    | Shelly-Ann Fraser-Pryce JAM Jamaica                                                                                    | 10.74    | Shericka Jackson JAM Jamaica                                                                                                | 10.76    |
| 200 metros detalhes                 | Elaine Thompson-Herah JAM Jamaica | 21:53    | Christine Mboma NAM Namíbia                                                                                            | 21:81    | Gabrielle Thomas USA Estados Unidos                                                                                         | 21:87    |
| 400 metros detalhes                 | Shaunae Miller-Uibo BAH Bahamas | 48.36    | Marileidy Paulino DOM República Dominicana                                                                             | 49.20    | Allyson Felix USA Estados Unidos                                                                                            | 49.46    |
| 800 metros detalhes                 | Athing Mu USA Estados Unidos | 1:55:21  | Keely Hodgkinson GBR Grã-Bretanha                                                                                      | 1:55:88  | Raevyn Rogers USA Estados Unidos                                                                                            | 1:56:81  |
| 1500 metros detalhes                | Faith Kipyegon KEN Quênia | 3:53.11  | Laura Muir GBR Grã-Bretanha                                                                                            | 3:54.50  | Sifan Hassan NED Países Baixos                                                                                              | 3:55.86  |
| 5000 metros detalhes                | Sifan Hassan NED Países Baixos | 14:36.79 | Hellen Obiri KEN Quênia                                                                                                | 14:38.36 | Gudaf Tsegay ETH Etiópia | 14:38.87 |
| 10000 metros detalhes               | Sifan Hassan NED Países Baixos | 29:55.32 | Kalkidan Gezahegne BRN Bahrein                                                                                         | 29:56.18 | Letesenbet Gidey ETH Etiópia                                                                                                | 30:01.72 |
| 4x100 metros detalhes               | Briana Williams Elaine Thompson-Herah Shelly-Ann Fraser-Pryce Shericka Jackson Natasha Morrison[EL] Remona Burchell[EL] JAM Jamaica                     | 41.02    | Javianne Oliver Teahna Daniels Jenna Prandini Gabrielle Thomas English Gardner[EL] Aleia Hobbs[EL] USA Estados Unidos  | 41.45    | Asha Philip Imani-Lara Lansiquot Dina Asher-Smith Daryll Neita GBR Grã-Bretanha                                             | 41.88    |
| 4x400 metros detalhes               | Sydney McLaughlin Allyson Felix Dalilah Muhammad Athing Mu Kendall Ellis[EL] Lynna Irby[EL] Wadeline Jonathas[EL] Kaylin Whitney[EL] USA Estados Unidos | 3:16.85  | Natalia Kaczmarek Iga Baumgart-Witan Małgorzata Hołub-Kowalik Justyna Święty-Ersetic Anna Kiełbasińska[EL] POL Polônia | 3:20.53  | Roneisha McGregor Janieve Russell Shericka Jackson Candice McLeod Junelle Bromfield[EL] Stacey-Ann Williams[EL] JAM Jamaica | 3:21.24  |
| 100 metros com barreiras detalhes   | Jasmine Camacho-Quinn PUR Porto Rico | 12.37    | Kendra Harrison USA Estados Unidos                                                                                     | 12.52    | Megan Tapper JAM Jamaica | 12.55    |
| 400 metros com barreiras detalhes   | Sydney McLaughlin USA Estados Unidos | 51.46    | Dalilah Muhammad USA Estados Unidos                                                                                    | 51.58    | Femke Bol NED Países Baixos                                                                                                 | 52.03    |
| 3000 metros com obstáculos detalhes | Peruth Chemutai UGA Uganda | 9:01.45  | Courtney Frerichs USA Estados Unidos                                                                                   | 9:04.79  | Hyvin Jepkemoi KEN Quênia                                                                                                   | 9:05.39  |
|                                     | |          | |          | |          |
| 20 km marcha atlética detalhes      | Antonella Palmisano ITA Itália | 1:29.12  | Sandra Arenas COL Colômbia                                                                                             | 1:29.37  | Liu Hong CHN China | 1:29.57  |
| Maratona detalhes                   | Peres Jepchirchir KEN Quênia | 2:27:20  | Brigid Kosgei KEN Quênia                                                                                               | 2:27:36  | Molly Seidel USA Estados Unidos                                                                                             | 2:27:46  |
|                                     | |          | |          | |          |
| Salto em altura detalhes            | Mariya Lasitskene ROC | 2.04 m   | Nicola McDermott AUS Austrália                                                                                         | 2.02 m   | Yaroslava Mahuchikh UKR Ucrânia                                                                                             | 2.00 m   |
| Salto com vara detalhes             | Katie Nageotte USA Estados Unidos | 4.90 m   | Anzhelika Sidorova ROC                                                                                                 | 4.85 m   | Holly Bradshaw GBR Grã-Bretanha                                                                                             | 4.85 m   |
| Salto em distância detalhes         | Malaika Mihambo GER Alemanha | 7.00 m   | Brittney Reese USA Estados Unidos                                                                                      | 6.97 m   | Ese Brume NGR Nigéria | 6.97 m   |
| Salto triplo detalhes               | Yulimar Rojas VEN Venezuela | 15.67 m  | Patrícia Mamona POR Portugal                                                                                           | 15.01 m  | Ana Peleteiro ESP Espanha                                                                                                   | 14.87 m  |
| Arremesso de peso detalhes          | Gong Lijiao CHN China | 20.58 m  | Raven Saunders USA Estados Unidos                                                                                      | 19.79 m  | Valerie Adams NZL Nova Zelândia                                                                                             | 19.62 m  |
| Lançamento de disco detalhes        | Valarie Allman USA Estados Unidos | 68.98 m  | Kristin Pudenz GER Alemanha                                                                                            | 66.86 m  | Yaime Pérez CUB Cuba | 65.72 m  |
| Lançamento de martelo detalhes      | Anita Włodarczyk POL Polônia | 78.48 m  | Wang Zheng CHN China                                                                                                   | 77.03 m  | Malwina Kopron POL Polônia                                                                                                  | 75.49 m  |
| Lançamento de dardo detalhes        | Liu Shiying CHN China | 66.34 m  | Maria Andrejczyk POL Polônia                                                                                           | 64.61 m  | Kelsey-Lee Barber AUS Austrália                                                                                             | 64.56 m  |
|                                     | |          | |          | |          |
| Heptatlo detalhes                   | Nafissatou Thiam BEL Bélgica | 6791 pts | Anouk Vetter NED Países Baixos                                                                                         | 6689 pts | Emma Oosterwegel NED Países Baixos                                                                                          | 6590 pts |

- EL. ↑EL Participaram apenas das eliminatórias, mas receberam medalhas

### Misto
| Evento                | Ouro | Ouro      | Prata | Prata   | Bronze | Bronze  |
| --------------------- | --- | --------- | --- | ------- | --- | ------- |
| 4x400 metros detalhes | Kajetan Duszyński Natalia Kaczmarek Justyna Święty-Ersetic Karol Zalewski Dariusz Kowaluk[EL] Iga Baumgart-Witan[EL] Małgorzata Hołub-Kowalik[EL] POL Polônia | 3:09.87 , | Lidio Andrés Feliz Marileidy Paulino Anabel Medina Alexander Ogando Luguelín Santos[EL] DOM República Dominicana | 3:10.21 | Kendall Ellis Vernon Norwood Trevor Stewart Kaylin Whitney Elija Godwin[EL] Lynna Irby[EL] Taylor Manson[EL] Bryce Deadmon[EL] USA Estados Unidos | 3:10.22 |

- EL. ^ Participaram apenas das eliminatórias, mas receberam medalhas

## Doping
A equipe da Grã-Bretanha originalmente ganhou a medalha de prata no revezamento 4x100 metros masculino com Chijindu Ujah, Zharnel Hughes, Richard Kilty e Nethaneel Mitchell-Blake, mas foi desclassificada em 18 de fevereiro de 2022 após Ujah testar positivo para o agente anabólico ostarina, considerado dopante. O Comitê Olímpico Internacional realocou oficialmente as medalhas em 19 de maio de 2022, sendo a prata para a equipe do Canadá e o bronze para a China.

## Quadro de medalhas

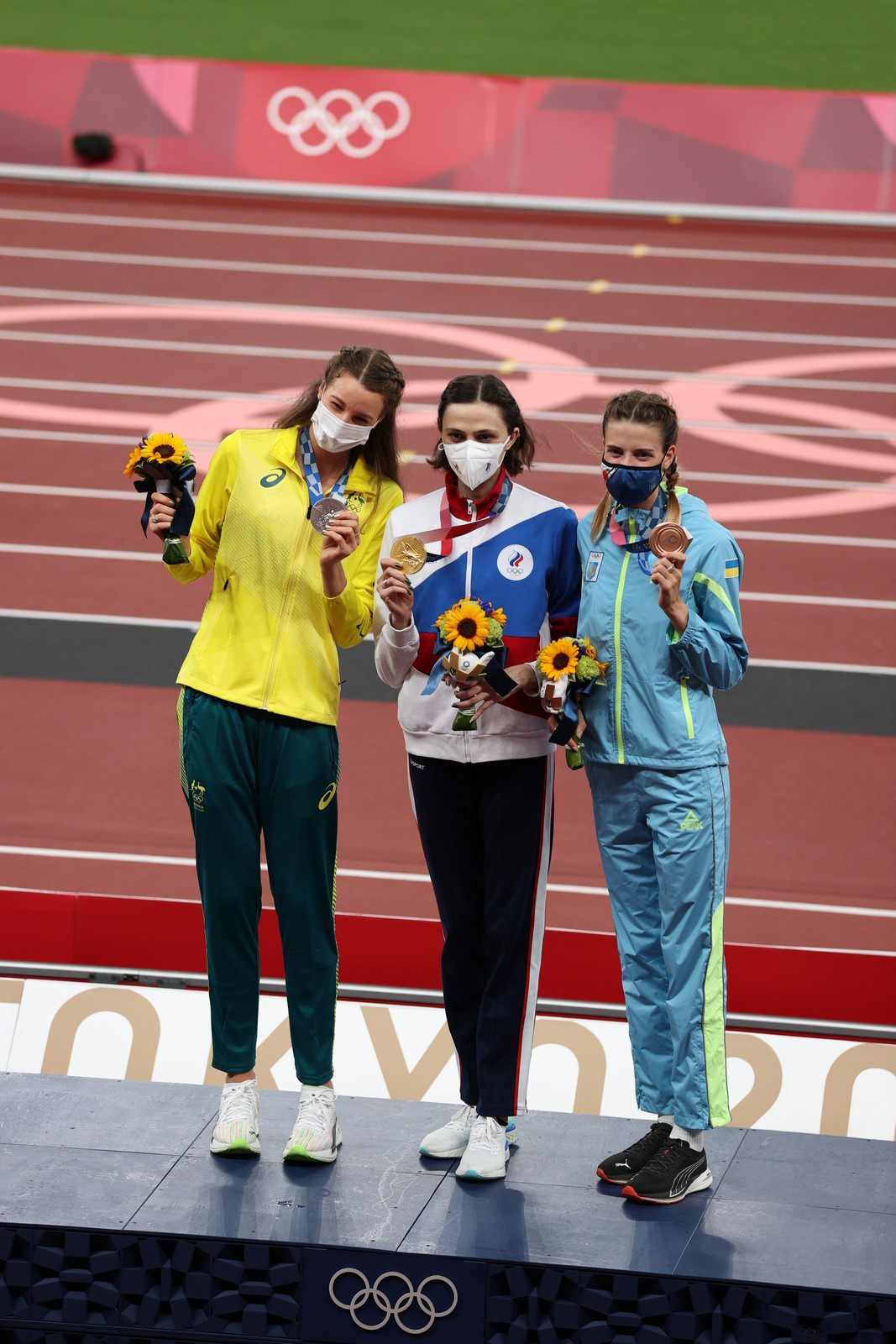
Medalhistas do salto em altura feminino.

País sede destacado
| Ordem | País                     | Medalha de ouro | Medalha de prata | Medalha de bronze |     | Ordem por total |
| ----- | ------------------------ | --------------- | ---------------- | ----------------- | --- | --------------- |
| 1     | USA Estados Unidos       | 7               | 12               | 7                 | 26  | 1               |
| 2     | ITA Itália               | 5               |                  |                   | 5   | 8               |
| 3     | KEN Quênia               | 4               | 4                | 2                 | 10  | 2               |
| 4     | POL Polônia              | 4               | 2                | 3                 | 9   | 3               |
| 5     | JAM Jamaica              | 4               | 1                | 4                 | 9   | 3               |
| 6     | NED Países Baixos        | 2               | 3                | 3                 | 8   | 5               |
| 7     | CAN Canadá               | 2               | 2                | 2                 | 6   | 6               |
|       | CHN China                | 2               | 2                | 2                 | 6   | 6               |
| 9     | UGA Uganda               | 2               | 1                | 1                 | 4   | 10              |
| 10    | NOR Noruega              | 2               | 1                |                   | 3   | 12              |
|       | SWE Suécia               | 2               | 1                |                   | 3   | 12              |
| 12    | BAH Bahamas              | 2               |                  |                   | 2   | 17              |
| 13    | GER Alemanha             | 1               | 2                |                   | 3   | 12              |
| 14    | ETH Etiópia              | 1               | 1                | 2                 | 4   | 10              |
| 15    | POR Portugal             | 1               | 1                |                   | 2   | 17              |
|       | ROC                      | 1               | 1                |                   | 2   | 17              |
| 17    | BEL Bélgica              | 1               |                  | 1                 | 2   | 17              |
| 18    | QAT Catar                | 1               |                  |                   | 1   | 27              |
|       | GRE Grécia               | 1               |                  |                   | 1   | 27              |
|       | IND Índia                | 1               |                  |                   | 1   | 27              |
|       | MAR Marrocos             | 1               |                  |                   | 1   | 27              |
|       | PUR Porto Rico           | 1               |                  |                   | 1   | 27              |
|       | VEN Venezuela            | 1               |                  |                   | 1   | 27              |
| 24    | GBR Grã-Bretanha         |                 | 2                | 3                 | 5   | 8               |
| 25    | COL Colômbia             |                 | 2                |                   | 2   | 17              |
|       | DOM República Dominicana |                 | 2                |                   | 2   | 17              |
| 27    | AUS Austrália            |                 | 1                | 2                 | 3   | 12              |
|       | CUB Cuba                 |                 | 1                | 2                 | 3   | 12              |
| 29    | JPN Japão                |                 | 1                | 1                 | 2   | 17              |
|       | CZE República Checa      |                 | 1                | 1                 | 2   | 17              |
| 31    | BRN Bahrein              |                 | 1                |                   | 1   | 27              |
|       | FRA França               |                 | 1                |                   | 1   | 27              |
|       | NAM Namíbia              |                 | 1                |                   | 1   | 27              |
| 34    | BRA Brasil               |                 |                  | 2                 | 2   | 17              |
|       | NZL Nova Zelândia        |                 |                  | 2                 | 2   | 17              |
| 36    | AUT Áustria              |                 |                  | 1                 | 1   | 27              |
|       | BLR Bielorrússia         |                 |                  | 1                 | 1   | 27              |
|       | BOT Botsuana             |                 |                  | 1                 | 1   | 27              |
|       | BUR Burquina Fasso       |                 |                  | 1                 | 1   | 27              |
|       | ESP Espanha              |                 |                  | 1                 | 1   | 27              |
|       | GRN Granada              |                 |                  | 1                 | 1   | 27              |
|       | NGA Nigéria              |                 |                  | 1                 | 1   | 27              |
|       | UKR Ucrânia              |                 |                  | 1                 | 1   | 27              |
| TOTAL | TOTAL                    | 49              | 47               | 48                | 144 | —               |